# Іван Іванишевич
Іван Іванишевич (серб. Иван Иванишевић, нар. 23 листопада 1977) — сербський шахіст, гросмейстер від 2000 року.

## Шахова кар'єра
У другій половині 1990-х років входив до числа провідних югославських шахістів. Неодноразово брав участь у фіналах індивідуальних чемпіонатів Югославії, тричі (1997, 1998, 2000) здобував бронзові нагороди. 2008 року здобув у Матарушці-Бані золоту медаль чемпіонату Сербії, наступного року захистив звання в Крагуєваці. 2011 року здобув у Подгориці звання чемпіона балканських країн в особистому заліку.
Неодноразово брав участь у міжнародних змаганнях, успіхи за роками:
- 1999 — посів 1-е місце в Лазареваці,
- 2000 — поділив 2-е місце в Ельгойбарі (після Олега Корнєєва, разом з Данієлем Кампорою, Володимиром Георгієвим i Сальвадором Габріелем Дель Ріо Ангелісом),
- 2001 — посів 1-е місце в Інтерлакені, посів 2-е місце в Требіньє (після Міодрага Савича), поділив 2-е місце в Обреноваці (після Деяна Антича, разом з в т. ч. Міодрагом Савичем),
- 2003 — поділив 1-е місце в Бадалоні (разом з Віктором Москаленком),
- 2004 — поділив 1-е місце в Любляні (разом з у тому числі Младеном Палачем, Бояном Кураїцею, Робертом Зелчичем i Зденко Кожулом),
- 2005 — поділив 1-е місце в Малакоффі (разом з Вадимом Малахатьком), поділив 1-е місце в Барі (разом з Бранко Дамляновичем), поділив 1-е місце в Любляні (разом з в тому числі Олександром Ковачевичем, Ненадом Ферчечем i Огненом Йованичем), поділив 2-е місце в Лорці (після Реньєра Васкеза, разом з Кевіном Спрагеттом i Ібрагімом Хамракуловим)
- 2006 — посів 1-е місце в Вршаці (меморіал Борислава Костича), посів 2-е місце в Каннах (разом з Мануелем Апісельєю), поділив 2-е місце в Белграді (після Милоша Перуновича, разом з у тому числі Бояном Вуковичем i Ігорем Миладиновичем),
- 2007 — посів 1-е місце в Кавалі, поділив 1-е місце в Новій Гориці (разом з Олегом Корнєєвим), посів 2-е місце в Жупані (після Ніколи Седлака),
- 2008 — поділив 2-е місце в опені в Білі (після Володимира Бєлова, разом з Борисом Грачовим, Борисом Аврухом, Леонідом Крицем, Фалько Біндрихом, Крістіаном Бауером i Себастьяном Мазе).
- 2014 — поділив 1-е місце в Санкт-Петербурзі (меморіал Михайла Чигоріна, разом з Іваном Букавшиним)[2],
- 2015 — посів 1-е місце в Скоп'є[3], поділив 1-е місце в Дубаї (разом з в тому числі Драганом Шолаком)[4].

Неодноразово представляв Югославію, Сербію і Чорногорію а також Сербію на командних змаганнях, у тому числі:
- Шахових олімпіад: 1998, 2000, 2002, 2008, 2010, 2012, 2014[5],
- Чемпіонатах Європи: 1999, 2001, 2003, 2005, 2007, 2009, 2011, 2013; медаліст: в особистому заліку — бронзовий (2001 — на 3-й шахівниці)[6].

Найвищий рейтинг Ело дотепер мав станом на 1 липня 2008 року, досягнувши 2664 пунктів посідав тоді 57-е місце в світі а також 1-е серед сербських шахістів.

## Зміни рейтингу
| На цьому місці має відображатися графік чи діаграма, однак з технічних причин його відображення наразі вимкнено. Будь ласка, не видаляйте код, який викликає це повідомлення. Розробники вже працюють для того, щоби відновити штатне функціонування цього графіка або діаграми. | |
| | На цьому місці має відображатися графік чи діаграма, однак з технічних причин його відображення наразі вимкнено. Будь ласка, не видаляйте код, який викликає це повідомлення. Розробники вже працюють для того, щоби відновити штатне функціонування цього графіка або діаграми. |